# Juan Pablo Sorín
Juan Pablo Sorín (* 5. Mai 1976 in Buenos Aires) ist ein ehemaliger argentinischer Fußballspieler auf der Position eines linken Außenverteidigers bzw. eines linken Mittelfeldspielers.

## Leben
Sorín stammt aus einer Mittelstandsfamilie jüdischer Immigranten aus Buenos Aires. Sein Vater ist Architekt und lehrt Bauwesen an der Universität von Buenos Aires. In der Anfangszeit seiner Karriere moderierte Sorín eine lokale Radiosendung. Er versteht sich selbst als linksliberal und sprach in seiner Radiosendung auch politische Themen an.

## Karriere

### Verein
Juan Pablo Sorín begann seine Karriere 1994 bei Argentinos Juniors. Im Jahr 1995 wurde er von Juventus Turin verpflichtet und spielte eine Saison in der italienischen Serie A. Anschließend kehrte er in sein Heimatland zurück und spielte von 1996 bis 1999 für River Plate. Mit River gewann er 1996 die Copa Libertadores, 1997 die Supercopa Sudamericana, sowie vier nationale Meistertitel (Apertura 1996, 1997, 1999, Clausura 1997).
In den folgenden Jahren spielte er für Cruzeiro Belo Horizonte (2000 bis 2002 und 2004), Lazio Rom (2002), FC Barcelona (2003) und Paris Saint-Germain (2003 bis 2004). Ein Mitgrund der vielen Wechsel war, dass Sorín immer nur von Cruzeiro Belo Horizonte ausgeliehen wurde und keiner ihn aus seinem Vertrag bei den Brasilianern kaufte. Erst im November 2004 unterschrieb er einen Vierjahresvertrag beim FC Villarreal, den er jedoch nicht einhalten konnte, da deren Trainer Manuel Pellegrini ihn nach Streitigkeiten nicht mehr berücksichtigte.
Von August 2006 bis Juli 2008 stand Juan Pablo Sorín beim Hamburger SV unter Vertrag. Am 23. September 2006 bestritt er gegen Werder Bremen sein erstes Bundesligaspiel. Ab Mitte 2007 litt Sorín an einer Knieverletzung und konnte elf Monate kein Pflichtspiel mehr für den HSV bestreiten. Am 15. Juli 2008 vermeldete der HSV die vorzeitige Auflösung des noch bis zum 30. Juni 2009 laufenden Vertrags von Sorin. Als Abfindung erhielt der Argentinier rund 1 Million Euro. In der Folge verließ Sorín Europa wieder und schloss sich in Südamerika wieder seinem alten Verein Cruzeiro Belo Horizonte an. Im Sommer 2009 beendete Sorin seine Karriere aufgrund hartnäckiger Verletzungsprobleme.

### Nationalmannschaft
Juan Pablo Sorín war lange Zeit Kapitän der argentinischen Nationalmannschaft. Sein erstes Spiel im Nationalteam absolvierte der technisch versierte und laufstarke Linksfuß am 14. Februar 1995 gegen Bulgarien (4:1). Er hat 75 Länderspiele für sein Land bestritten und nahm unter anderem an der Copa América 1999, der Fußball-Weltmeisterschaft 2002, der Copa América 2004, am Konföderationen-Pokal 2005 sowie an der Fußball-Weltmeisterschaft 2006 teil.
In einem Freundschaftsspiel gegen Deutschland zur Vorbereitung auf die WM 2002 erzielte Juan Pablo Sorín am 17. April 2002 in Stuttgart den entscheidenden Treffer zum 1:0 für Argentinien.

## Erfolge

### Verein
International
- Copa Libertadores mit River Plate: 1996
- Supercopa Sudamericana mit River Plate: 1997
- UEFA Champions League mit Juventus Turin: 1995/96
- UEFA Intertoto Cup mit dem Hamburger SV: 2007

National
- Argentinischer Meister mit dem River Plate: 1996 (Torneo Apertura), 1997 (Torneo Apertura), 1997 (Torneo Clausura), 1999 (Torneo Apertura)
- Copa do Brasil mit Cruzeiro Belo Horizonte: 2000
- Copa Sul-Minas mit Cruzeiro Belo Horizonte: 2001, 2002
- Französischer Fußballpokal mit Paris Saint-Germain: 2003/04

Auszeichnungen
- Spieler des Monats der Ligue 1: April 2004

### Nationalmannschaft
- Gewinn der Panamerika-Spiele (U-20): 1995
- U-20-Weltmeister: 1995

## Wissenswertes
- Zu seinem Abschlussspiel verlangte Sorín keinen Eintritt. Allerdings bat er die Besucher, Nahrungsmittel mitzubringen, die anschließend sozialen Zwecken dienten.[4]
- Im Oktober 2009 wurde er zum Ehrenbürger der brasilianischen Stadt Belo Horizonte ernannt.